# Hans Adamy

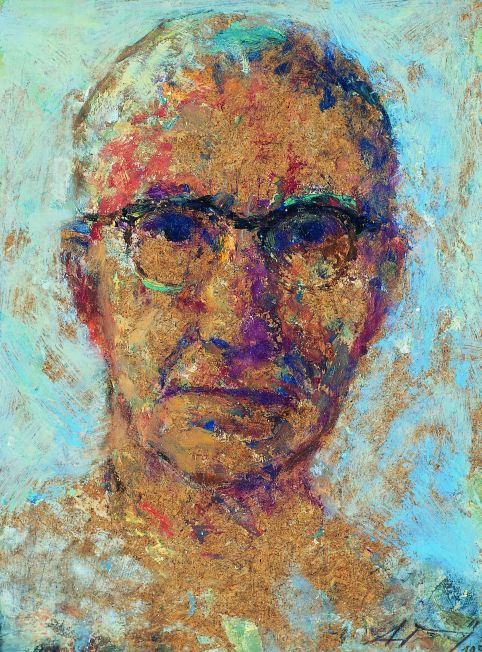
Hans Adamy: Selbstporträt, um 1960, Öl auf Hartfaserplatte, 42 × 32 cm, Stadtmuseum Simeonstift Trier

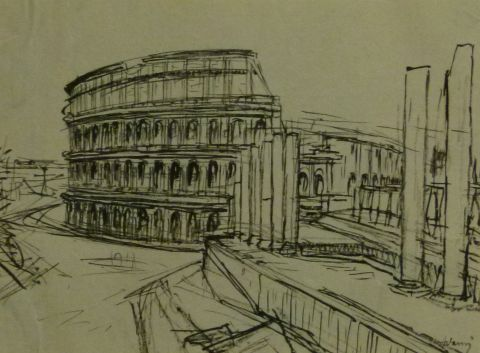
Hans Adamy, Das Kolosseum in Rom, Tuschezeichnung, undatiert, 23,1 × 31 cm, Stadtmuseum Simeonstift Trier

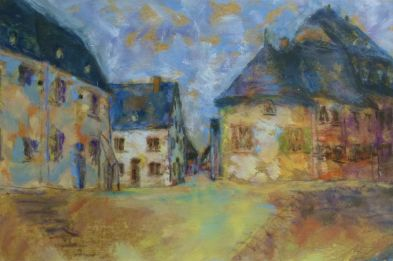
Hans Adamy, Alter Zollturm in Pfalzel, undatiert, Öl auf Hartfaserplatte, 41,5 × 62 cm, Stadtmuseum Simeonstift Trier

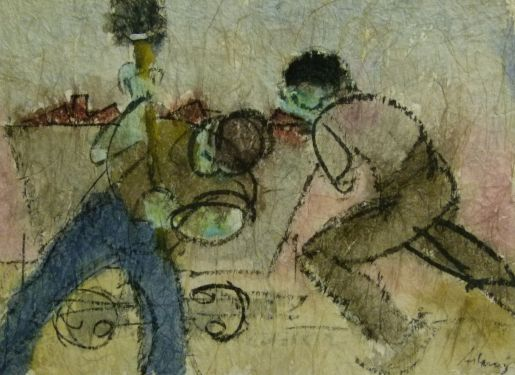
Hans Adamy, Arbeiter mit Kipplore, undatiert, Tempera auf Japanpapier, 17 × 23 cm, Stadtmuseum Simeonstift Trier

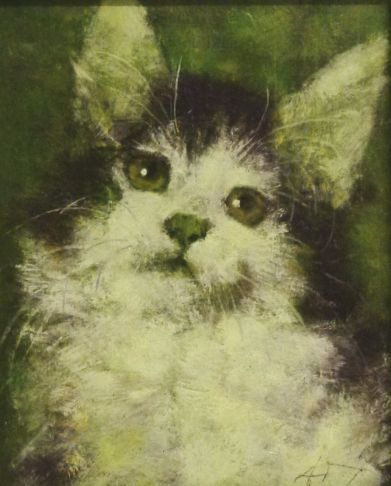
Hans Adamy, Katze, undatiert, Öl auf Pappe, 27,5 × 22,5 cm, Stadtmuseum Simeonstift Trier

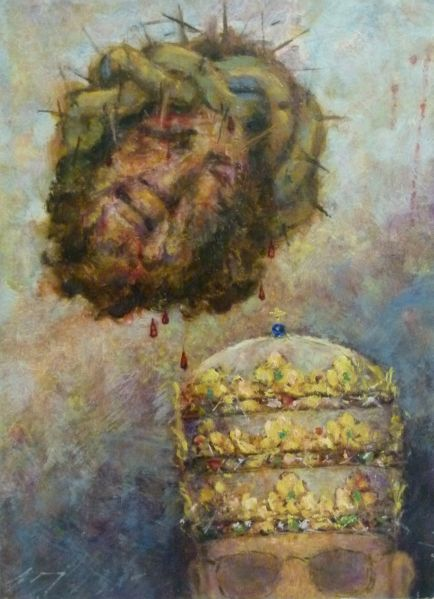
Hans Adamy, Dornenkrone und Tiara, um 1970, Öl auf Pappe, 56 × 40 cm, Stadtmuseum Simeonstift Trier

Johannes „Hans“ Adamy (* 7. März 1890 in Pfalzel; † 3. Dezember 1976 ebenda) war ein deutscher Maler und Grafiker.

## Herkunft und Ausbildung
Johannes, genannt Hans Adamy, war das neunte Kind des Krämers Johann Adamy und seiner Ehefrau Catharina (geborene Steinbach) und wurde in der damals noch selbständigen Gemeinde Pfalzel, Amt Ehrang, heute Trier-Pfalzel, geboren. Nach dem Besuch der Volksschule und des Gymnasiums erhielt er seine erste künstlerische Ausbildung an der Handwerker- und Kunstgewerbeschule der Stadt Trier. Er setzte seine Studien an der Kunstgewerbeschule in Köln fort und schloss sie an der Großherzoglich-Sächsischen Hochschule für Bildende Kunst in Weimar mit Abschlussexamen und „Staatsurkunde“ ab.

## Künstlerischer Werdegang
Im weiteren Lebenslauf Adamys bildeten die Einberufungen zum Militär im Ersten wie auch im Zweiten Weltkrieg mit zwei Verwundungen und Kriegsgefangenschaft erhebliche Zäsuren. In die Zwischenkriegszeit fiel jedoch eine künstlerisch sehr erfolgreiche Phase des Malers. Er engagierte sich intensiv in Künstlervereinigungen. Als Mitglied der Trierer Künstlergilde (gegründet 1920), des Künstler-Großverbandes von Rhein, Mosel und Nahe „Künstlerbund Westmark“ (gegründet 1921), der Trierer Malergruppe „Die Freie Vereinigung“ (gegründet 1926) und der Gesellschaft „Bildende Künstler und Kunstfreunde e. V.“ in Trier (gegründet 1930) stellte er regelmäßig aus. Auf einer Fußwanderung nach Venedig und Rom im Jahre 1922 wie auf seinen zahlreichen, bis ins hohe Alter unternommenen Studienreisen nach Frankreich, Griechenland und Italien erweiterte er sein Gesichtsfeld und verarbeitete seine Eindrücke und Erfahrungen in Skizzen vor Ort und später im Atelier in Pfalzel. So zeigte er beispielsweise auf der Kunstausstellung der Gesellschaft „Bildende Künstler und Kunstfreunde e. V.“ im Jahr 1930 nicht weniger als 19 Rom-Ansichten.
Im September 1933 wurde Adamy auf seine Bewerbung hin in die Bezirksgruppe Trier des Reichskartells der bildenden Künste aufgenommen und mit der staatlichen Lizenz für Aufträge und Ausstellungen versehen. Am 6. Juli 1937 beantragte er die Aufnahme in die NSDAP und wurde rückwirkend zum 1. Mai desselben Jahres aufgenommen (Mitgliedsnummer 5.658.701). Große Erfolge blieben dem freischaffenden Künstler dennoch versagt. Nach eigenen Angaben wurden seine anfänglich hoch gelobten Arbeiten schon 1937/38 aus den Ausstellungen des Kunstringes der NS-Kulturgemeinde Koblenz in „Bausch und Bogen rausgeschmissen“. In Trier wurde sein großformatiges Gemälde „Altgermanischer Eheschwur“ zwar aus einer Ausstellung im Kurfürstlichen Palais 1938 in das Standesamt der Stadt übernommen, aber zu seiner großen Enttäuschung nicht angekauft. Im Gegensatz zum Großteil der Trierer Künstlerschaft war Adamy auch weder auf den großen NS-Propaganda-Kunstausstellungen „Moselland“ 1941/42 in Berlin, Posen und Breslau noch auf den Ausstellungen im Kunsthaus Luxemburg 1943/44 vertreten.
Nach dem Zweiten Weltkrieg schien ihm der Weg für einen Neuanfang frei. Er nahm an der Kunstausstellung im Rahmen der Kulturwochen der Stadt Trier im Herbst 1946 teil, wurde Mitglied der 1950/51 wieder gegründeten „Gesellschaft Bildender Künstler und Kunstfreunde e. V.“ in Trier und beschickte deren Jahresausstellungen 1950 bis 1952. Im Dezember 1957 stellte er im Trierer Kurfürstlichen Palais aus und beteiligte sich an den Ausstellungen der Europäischen Vereinigung Bildender Künstler aus Eifel und Ardennen e. V. mit Sitz in Prüm, zuletzt 1960. Mit Verbitterung musste er jedoch feststellen, dass bei späteren Ausstellungen seine Arbeiten als „unmodern“ ausjuriert wurden. Er griff daraufhin zur Selbsthilfe: In seinem Wohnhaus in Pfalzel, damals Ringstraße 49 (jetzt Hans-Adamy-Straße 5, s. u.), richtete er eine Galerie ein, in der er seine Kunstwerke der Öffentlichkeit zugänglich machte, zugleich aber auch zum Verkauf stellte.

## Werke
Hans Adamy widmete sich intensiv der Architektur- und Landschaftsmalerei. Vorrangig beschäftigte er sich mit den Baudenkmälern Pfalzels, die er in ganzen Serien von Ölgemälden darstellte. Ebenso sollten viele seiner grafischen Arbeiten, darunter zwei „Pfalzelmappen“, beide 1943 gezeichnet, die erste 1949 gedruckt, die zweite 1955 in handabgezogenen Linolschnitten veröffentlicht, die Aufmerksamkeit auf seinen Heimatort lenken. Er fühlte sich persönlich in die Pflicht genommen, dessen bedeutendes historisches Erbe, das bis zu einer spätrömischen Palast- und Festungsanlage zurückreicht, bewahren zu helfen, sei es mit seinem Kunstschaffen, sei es mit zahlreichen streitbaren Eingaben an die Verwaltungsbehörden.
Die Bandbreite seiner Werke umfasste darüber hinaus zahlreiche Porträts von Menschen seiner Umgebung, aber auch von Personen der Zeitgeschichte, so ein schon 1923 veröffentlichter Linolschnitt „Benito Mussolini“ oder mehrere Bildnisse des Arztes und Pazifisten Albert Schweitzer. Alltagsszenen wie „Arbeiter mit Kipplore“ oder Tierbilder gehörten ebenso zu seinem Repertoire. Seine Beschäftigung mit religiösen Themen führte im Alterswerk zu einer Serie von Ölgemälden mit kirchenkritischen Anklagen, wie „Dornenkrone und Tiara“.
Als Grafiker gestaltete Adamy außer den bereits erwähnten Pfalzelansichten u. a. Bucheinbände, Textillustrationen, Weinetiketten und Künstlerpostkarten. Nach seinem preisgekrönten Entwurf wurde auch das offizielle Pilgerabzeichen zur Heilig-Rock-Wallfahrt 1933 in Trier in Messing geprägt.
Während aller Schaffensperioden blieb Adamy der Gegenständlichkeit verhaftet. Er war ein hervorragender Zeichner, der vital und auf das Wesentliche konzentriert skizzieren konnte, in seinen Pfalzel-Darstellungen aber meist auf altmeisterliche Präzision setzte. Relativ fest konturiert zeigen sich auch seine Ölgemälde, obwohl er dort überwiegend mit einem flirrenden Farbauftrag arbeitete. Die Farbe war ohnehin sein wichtigster Ausdrucksträger: Er bevorzugte eigenwillige und starke Kontraste mit expressionistischen Tendenzen, die für seine Gemälde charakteristisch wurden. Seine Malerei lässt sich weitgehend der kunsthistorischen Kategorie des Expressiven Realismus zuordnen.

## Vermächtnis und Ehrungen
In seinen letzten Lebensjahren hoffte der allein stehende Maler, seine Galerie und damit vor allem sein Kunstschaffen als Grundstock in ein nach ihm benanntes Heimatmuseum in Pfalzel einbringen zu können. Als er sich nach langwierigen Verhandlungen zu einer realistischeren Einschätzung durchgerungen hatte, vermachte er der Stadt Trier mit notariellem Testament vom 10. Juni 1976 „die in seinem Haus befindlichen Museumswerte“ zur eigenständigen Bestimmung über Ort und Form ihrer Präsentation. Sollte allerdings in der Zukunft im Stadtteil Trier-Pfalzel ein Heimatmuseum entstehen, so wäre es sein Wunsch, die Gegenstände dort auszustellen.
Das Vermächtnis umfasste außer persönlichen Erinnerungsstücken und einigen Antiquitäten vor allem Ölgemälde, Zeichnungen und Linolschnitte samt Platten, insgesamt mehr als 500 Positionen, die in den Bestand des Stadtmuseums Simeonstift Trier integriert wurden. In den Jahren 1978, 1982 und 1988 erinnerten Ausstellungen in diesem Museum bzw. im Sitzungssaal des Amtshauses in Trier-Pfalzel an den Maler. Auch im „Stifterkabinett“ des Museums weisen sein Selbstporträt und seine Palette auf sein Vermächtnis hin. Eine besondere Ehrung wurde dem Maler postum zuteil, als der Abschnitt der Ringstraße in Trier-Pfalzel, in dem sein Wohnhaus steht, im Jahre 2009 in Hans-Adamy-Straße umbenannt wurde.